# Марія-Бистриця
Марія-Бистриця (хорв. Marija Bistrica; Сербо-хорватська вимова: [mǎrija bîstrit͡sa]) — місто і муніципалітет на півночі Хорватії в Крапинсько-Загорській жупанії, в історичному регіоні Хорватське Загір'я. Розташований у 20 км на північ від столиці країни, Загреба. Населення міста 1 107 осіб, муніципального округу 6 612 осіб (2001). Найбільший паломницький центр Хорватії, щорічно його відвідують понад 500 000 осіб.

## Географія
Марія-Бистриця розташована на північному заході Хорватії у Крапинсько-Загорській жупанії, на гірському масиві Медведниця.

## Історія
Бистриця була названа на честь струмка, який проходить через місто. Перші згадки про місто знайдені у записах угорського короля Андрія II, як маєток графа Вратіслава, та датуються 1209 роком. А про церкву святих Петра і Павла задокументовані аж у 1334 році.

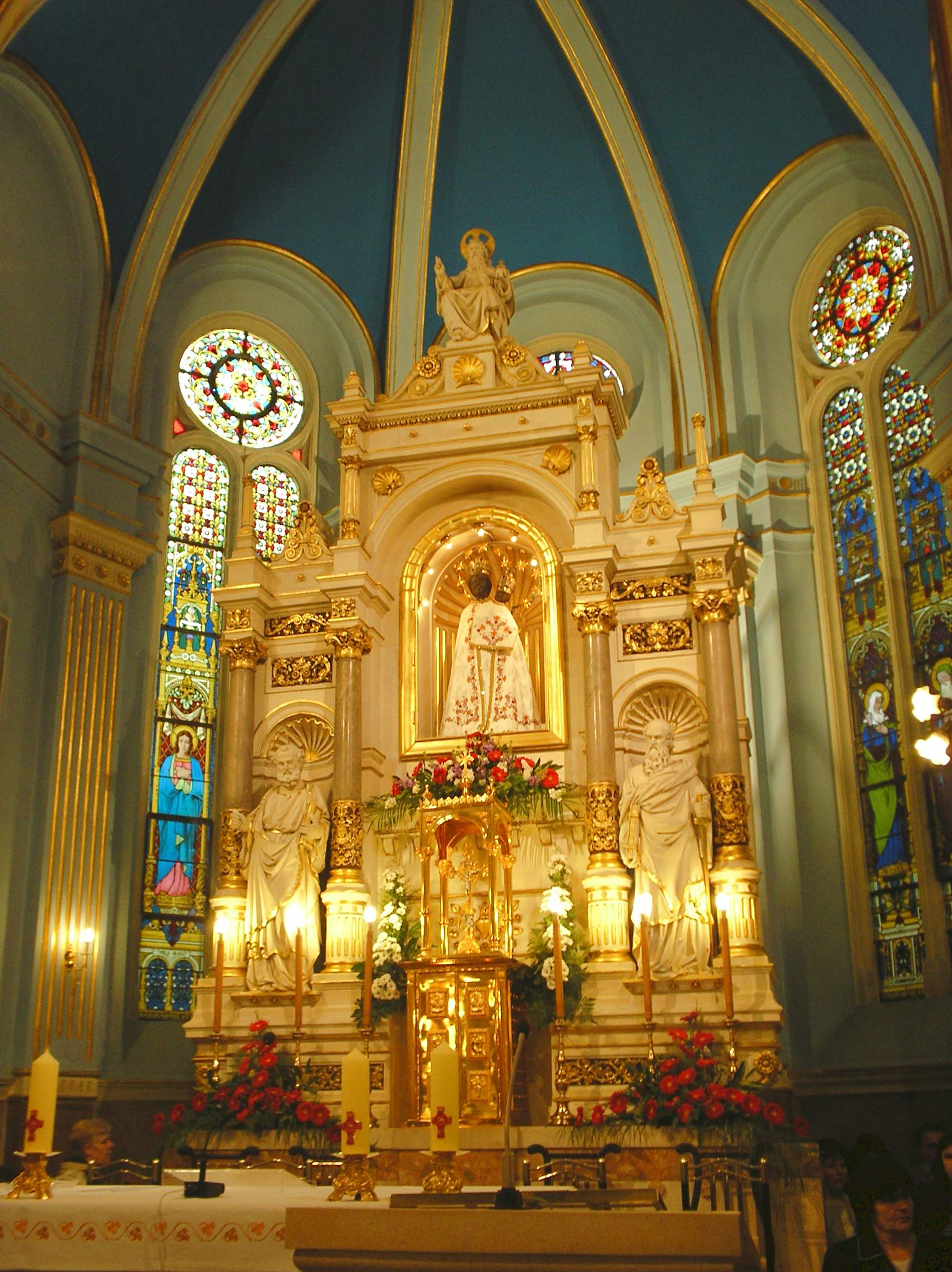
Вівтар базиліки Марія-Бистриця.

У 1545 році, під час нападу турецьких військ на місто, місцевий священик сховав у тайнику парафіяльної церкви дерев'яну статую Діви Марії з немовлям, забравши цей секрет із собою до могили. Статую знайшли лише у 1588 році, але пізніше вона була замурована. У 1684 році її знову знайшли. Після цих подій вона стала шануватися чудотворною, а Марія-Бистриця стала місцем паломництва.
Статуя Діви Марії створена невідомим майстром кінця XV століття, і належить до серії Чорної Мадонни. Але під час її реставрації було з'ясовано, що колір був не оригінальним.
У 1715 році було поставлено новий вівтар, на який виділив кошти хорватський парламент. 13 липня 1731 році церква перебудована в стилі бароко та преосвященна на честь Пресвятій Діві Марії, а місто стало називатися Марія-Бистриця. У 1750 році Папа Бенедикт XIV включив Марію-Бистрицю в список богородичних Санктуаріїв, і надав індульгенцію для паломників. Місто до 1848 року, до скасування кріпосницького права паном Йосипом Джеласік, було феодальним поселенням.
З 1879 до 1882 рік перебудовували церкву в стилі неоренесанс, під керівництвом архітекторів Шмідт та Германа Болле. 14 серпня 1880 року під час реставрації сталася пожежа, яка знищила все, крім статуї Пресвятої Діви Марії та вівтаря. 4 грудня 1923 року Папа Пій XI надав церкві Бистриці почесний статус «малої базиліки».
У 1935 році Антун Бауер, архієпископ Загреба, коронував образ Пресвятої Діви Марії. 3 грудня 1971 року хорватські єпископи оголосили Марію-Бистрицю святинею всього хорватського народу. У 1984 було проведено Національний Євхаристійний конгрес.
У жовтні 1998 року Папа Іван Павло II відвідував Марію-Бистрицю під час свого візиту в Хорватію. 3 жовтня він провів тут церемонію зарахування архієпископа Алойзіє Степінаца до лику блаженних. 18 травня 2003 року був встановлений пам'ятник на честь Папи Івана Павла II.

## Населення
За переписом 2011 році Марія-Бистриця має населення 5 976 осіб (муніципальний округ) та 1 071 особа (місто).
| Населення за роками (муніципальний округ): | Населення за роками (місто): | На цьому місці має відображатися графік чи діаграма, однак з технічних причин його відображення наразі вимкнено. Будь ласка, не видаляйте код, який викликає це повідомлення. Розробники вже працюють для того, щоби відновити штатне функціонування цього графіка або діаграми. |
|                                            | На цьому місці має відображатися графік чи діаграма, однак з технічних причин його відображення наразі вимкнено. Будь ласка, не видаляйте код, який викликає це повідомлення. Розробники вже працюють для того, щоби відновити штатне функціонування цього графіка або діаграми. | |

## Освіта

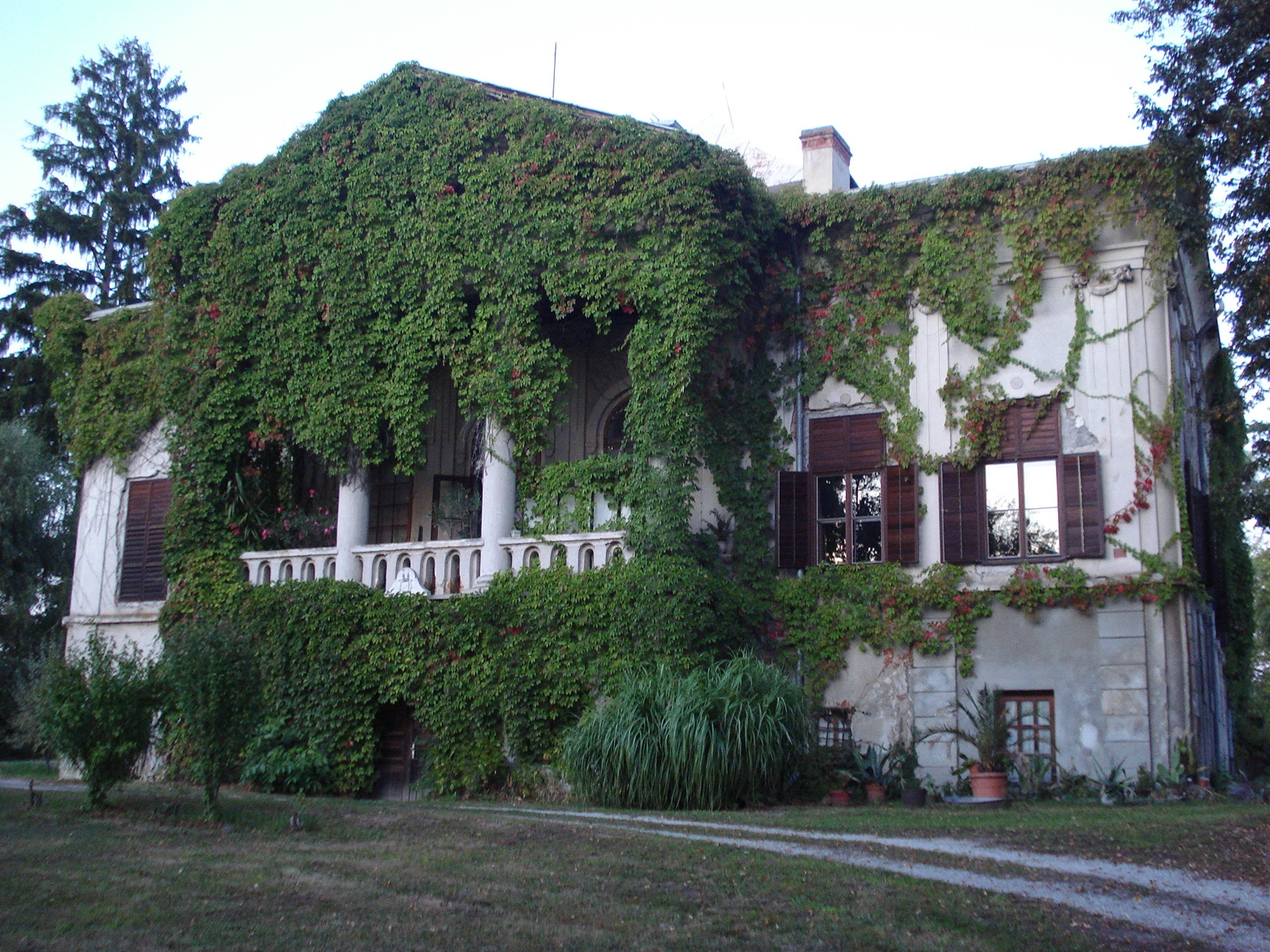
Замок Хелленбацх.

1/3 жителів не мають освіти або мають лише початкову освіту (40 %), інша ж більша частина має середню освіту (53 %).
З 2009 року діє початкова музична школа, у якій можна навчитися грати на таких музичних інструментах: скрипка, флейта, кларнет, гітара, труба, фортепіано та тамбура.

## Муніципалітет
Муніципалітет, крім самого міста Марія-Бистриця, складається з таких населених пунктів:
- Глобочець
- Хум-Бистрицький
- Лаз-Бистрицький
- Лаз-Стубицький
- Подгор'є-Бистрицько
- Подградже
- Поляниця-Бистрицька
- Селниця
- Сушобрег-Бистрицький
- Тугониця

## Клімат
Середня річна температура становить 9,75°C, середня максимальна – 23,26°C, а середня мінімальна – -6,02°C. Середня річна кількість опадів – 977,00 мм.
| Клімат поселення                              | Клімат поселення | Клімат поселення | Клімат поселення | Клімат поселення | Клімат поселення | Клімат поселення | Клімат поселення | Клімат поселення | Клімат поселення | Клімат поселення | Клімат поселення | Клімат поселення | Клімат поселення |
| Показник                                      | Січ.             | Лют.             | Бер.             | Квіт.            | Трав.            | Черв.            | Лип.             | Серп.            | Вер.             | Жовт.            | Лист.            | Груд.            |                  |
| Середній максимум, °C                         | 5,40             | 7,13             | 11,26            | 15,32            | 20,19            | 23,26            | 22,30            | 21,84            | 17,98            | 13,08            | 7,66             | 3,96             |                  |
| Середня температура, °C                       | −0,3             | 1,42             | 5,56             | 9,62             | 14,48            | 17,58            | 19,28            | 18,82            | 14,96            | 10,07            | 4,63             | 0,96             |                  |
| Середній мінімум, °C                          | −6,02            | −4,28            | −0,16            | 3,91             | 8,77             | 11,86            | 16,25            | 15,80            | 11,94            | 7,06             | 1,61             | −2,08            |                  |
| Норма опадів, мм                              | 51               | 52               | 66               | 75               | 85               | 110              | 93               | 96               | 92               | 93               | 93               | 71               |                  |
| Середньомісячна швидкість вітру, м/с          | 1.96             | 2.12             | 2.50             | 2.40             | 2.28             | 2.00             | 1.96             | 1.81             | 1.85             | 1.96             | 2.05             | 2.04             |                  |
| Середньомісячна сонячна радіація, кДж/м²·день | 4157             | 6910             | 10508            | 14805            | 18828            | 20612            | 21543            | 18817            | 13996            | 8724             | 4622             | 3327             |                  |
| --------------------------------------------- | ---------------- | ---------------- | ---------------- | ---------------- | ---------------- | ---------------- | ---------------- | ---------------- | ---------------- | ---------------- | ---------------- | ---------------- | ---------------- |
| Джерело:                                      |                  |                  |                  |                  |                  |                  |                  |                  |                  |                  |                  |                  |                  |

## Пам'ятки
- Хорватська національна святиня Пресвятої Діви Марії
- Замок Хелленбацх

## Відомі постаті
- Валентин Позаїк (нар. 15 вересня 1945) — єпископ Загреба.
- Юрай Жер'явич — священик, настоятель, член Хорватського сабору.
- Маріка Слава Вердина (24 вересня 1910, Марія-Бистриця — 9 липня 2002, Асунсьйон, Парагвай) — хорватська черниця, місіонерка в Парагваї.

## Галерея

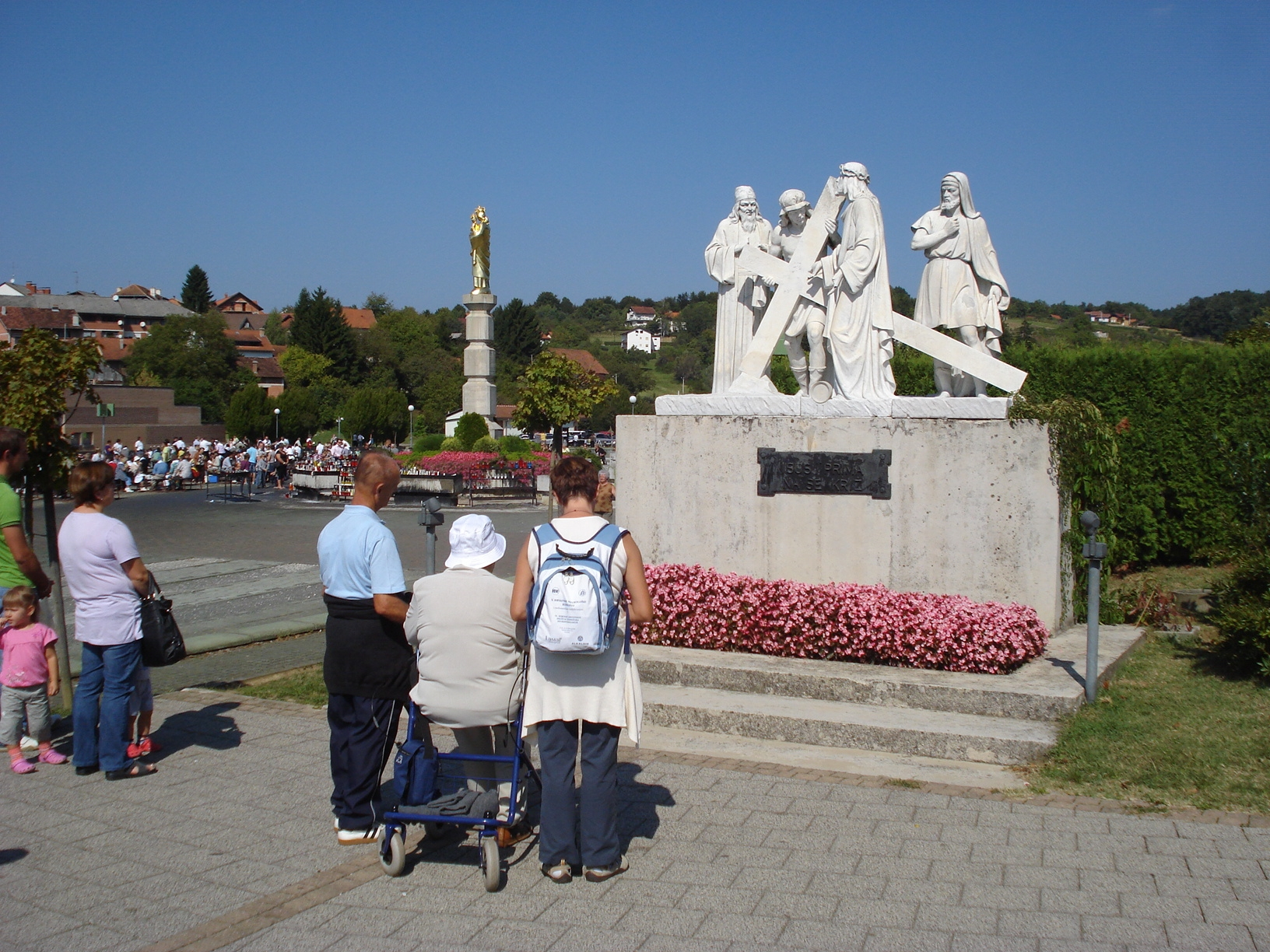
2-га станція на Хресній дорозі.
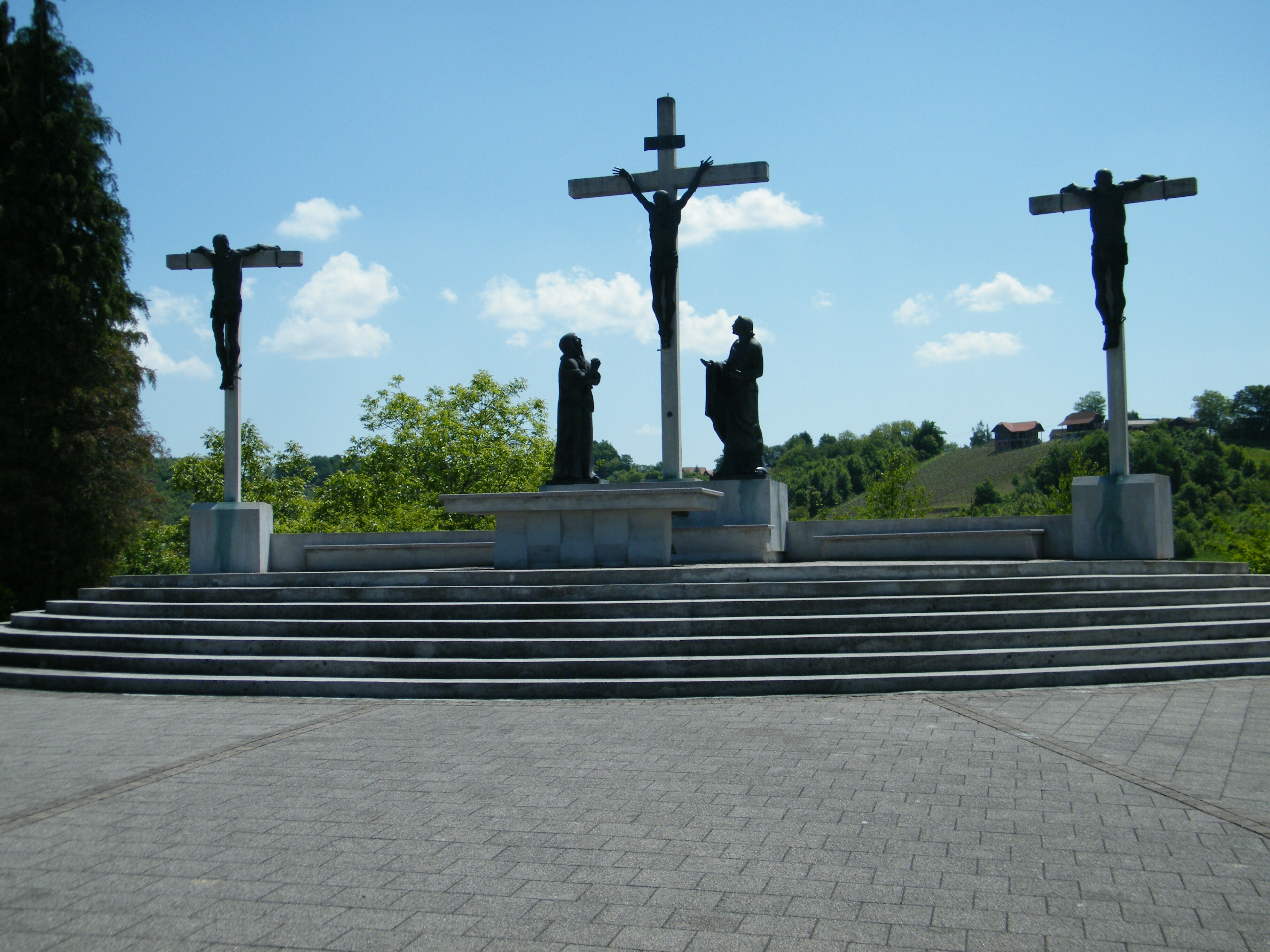
12-та станція на Хресній дорозі.
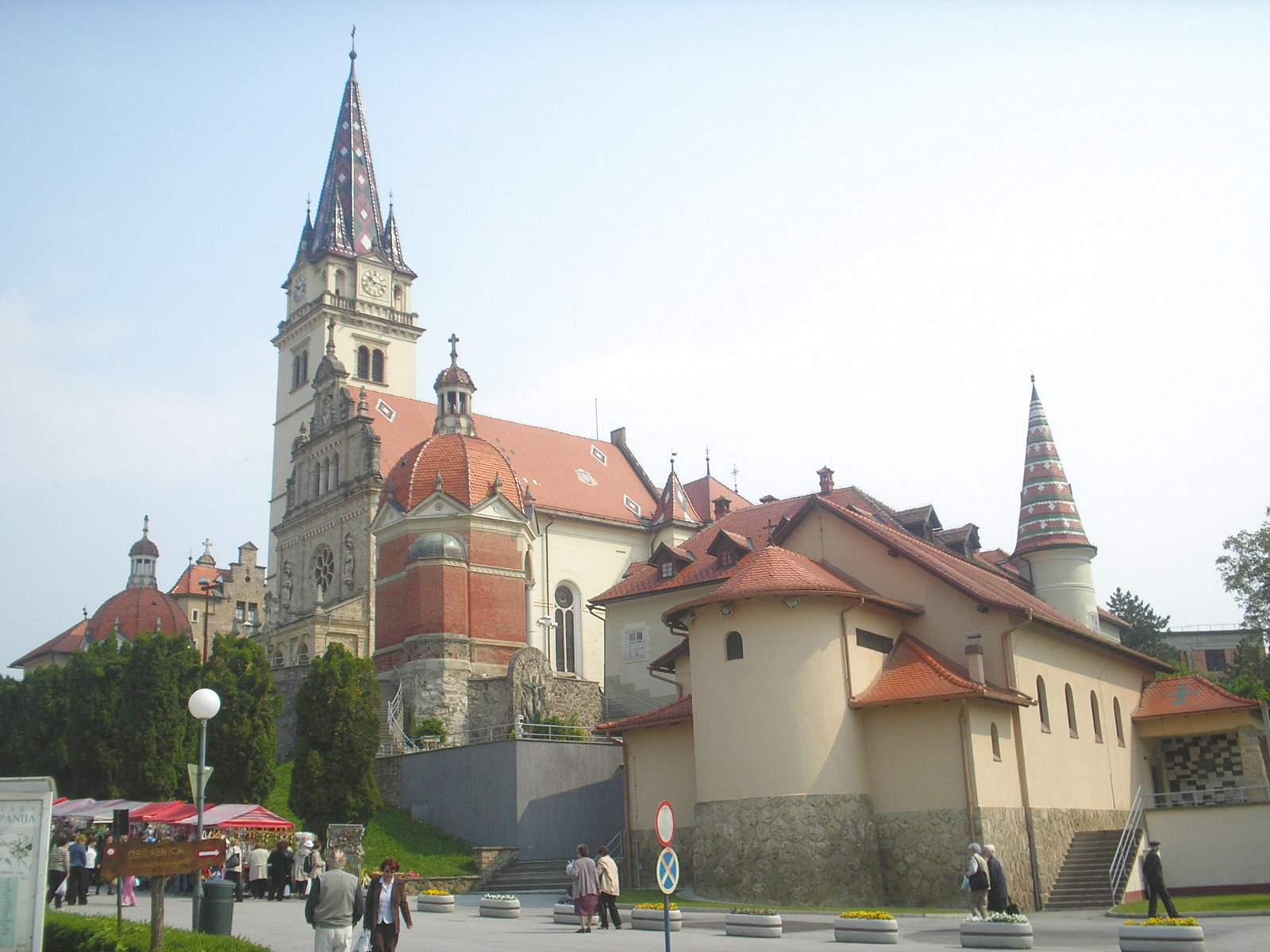
Базиліка Пресвятої Діви Марії.
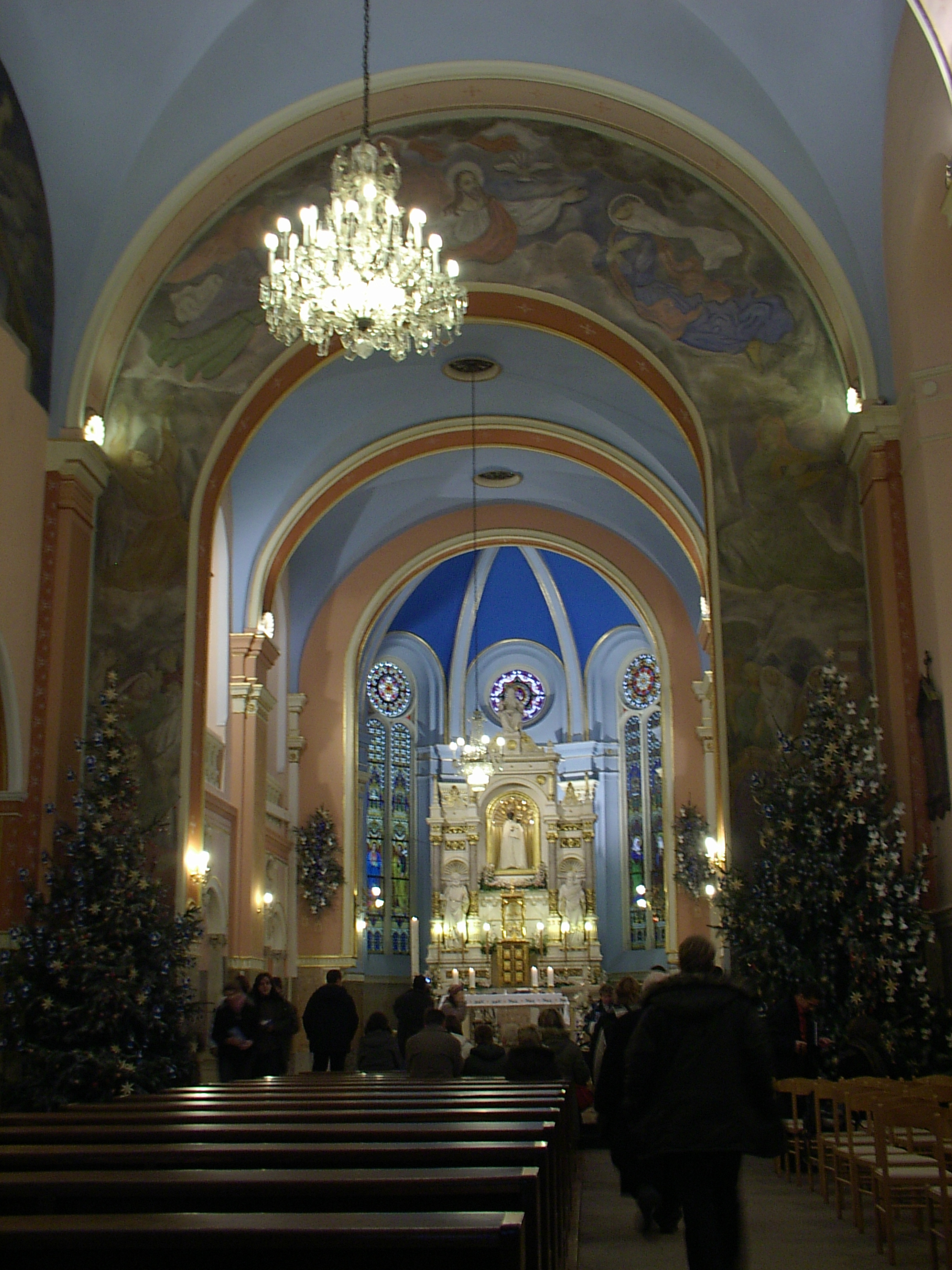
Внутрішній інтер'єр базиліки.
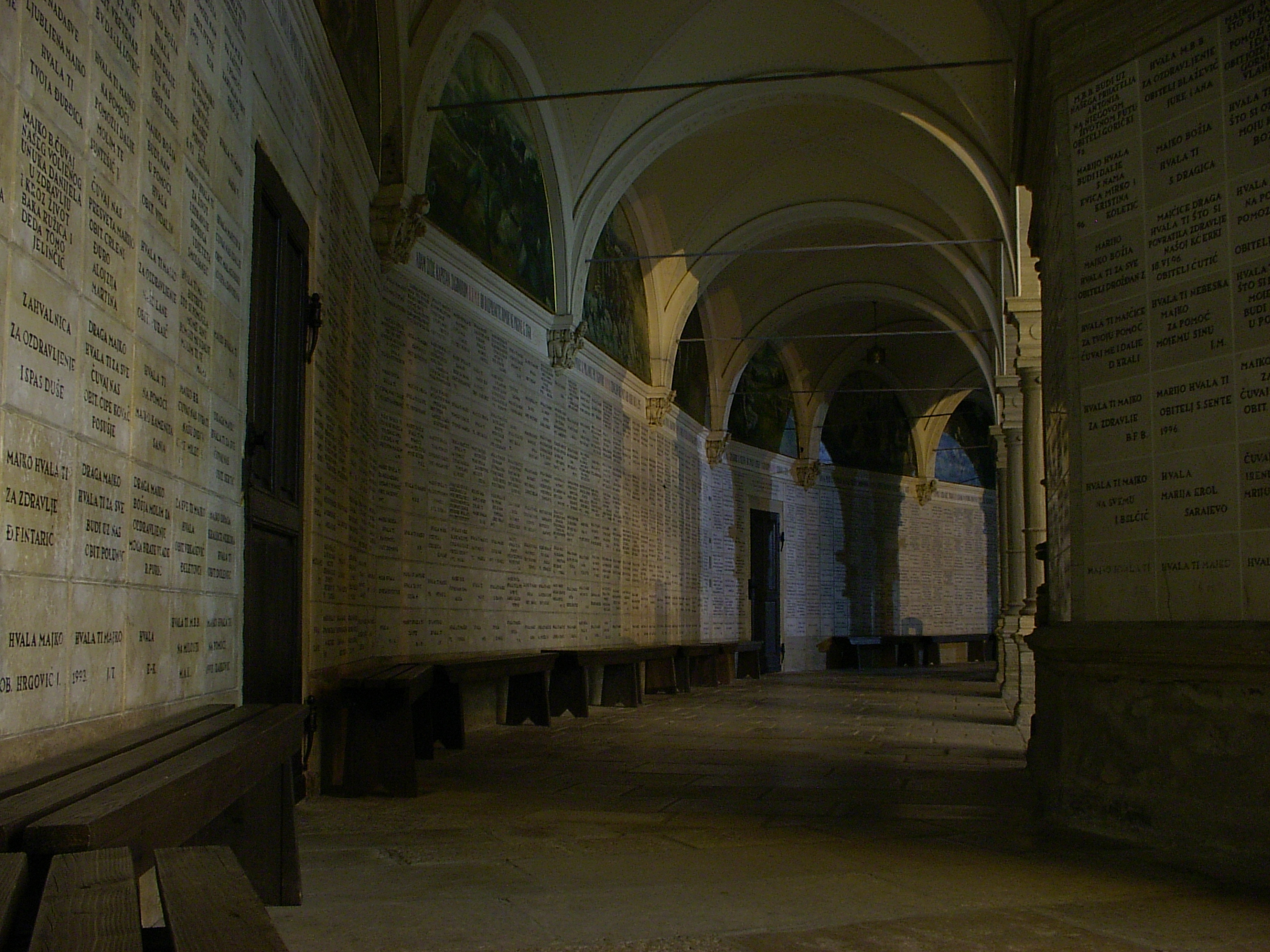
Аркади в Марія-Бистриця.
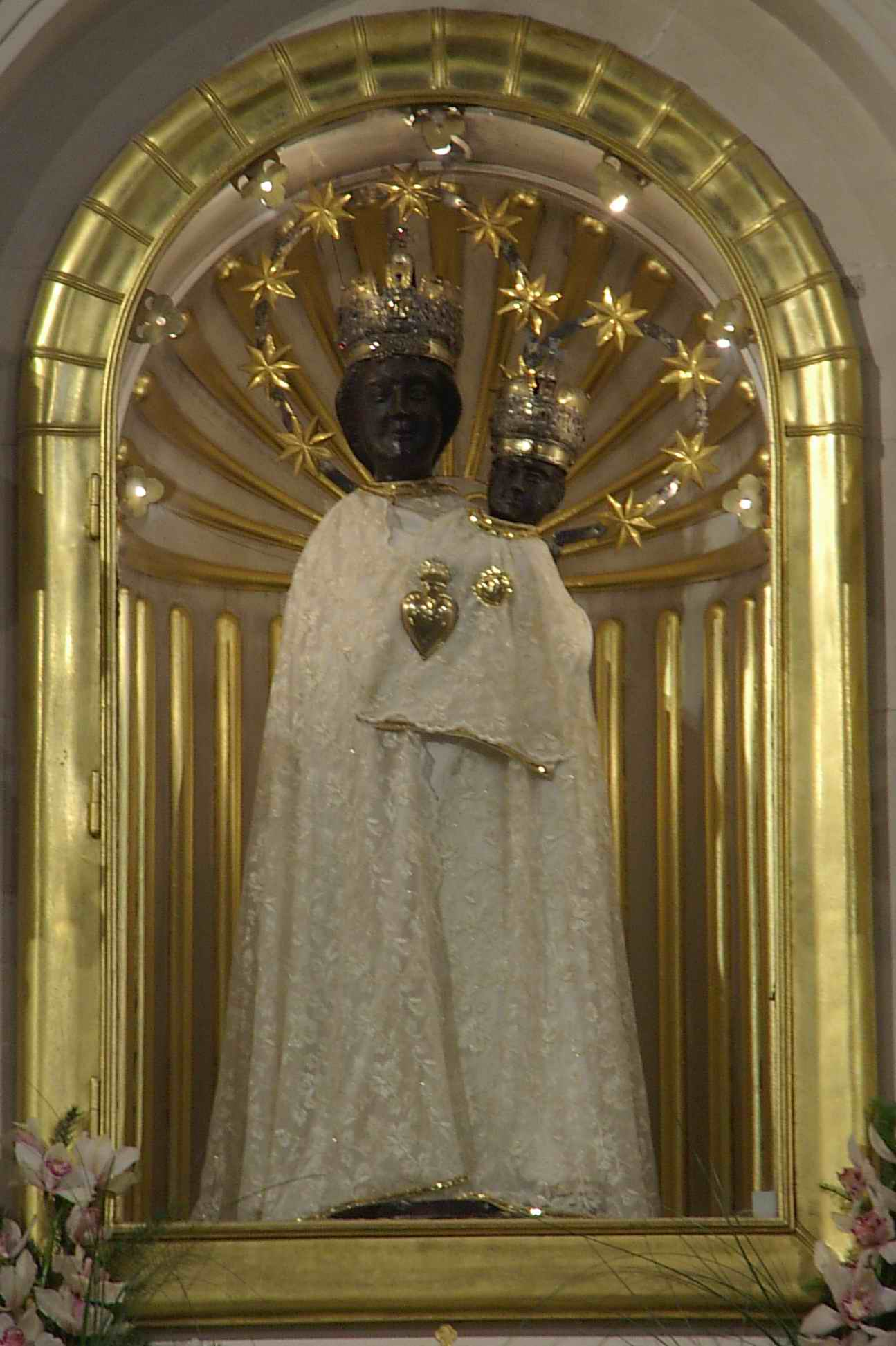
Статуя Діви Марії.
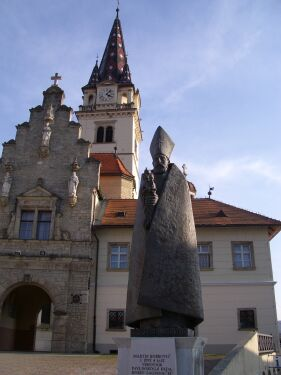
Пам'ятник Мартіна Борковича.